# Papalotla, Tlaxcala
Papalotla är en ort i Mexiko.   Den ligger i kommunen Papalotla de Xicohténcatl och delstaten Tlaxcala, i den sydöstra delen av landet, 100 km öster om huvudstaden Mexico City. Papalotla ligger 2 251 meter över havet och antalet invånare är 22 969.
Terrängen runt Papalotla är platt åt sydväst, men åt nordost är den kuperad. Runt Papalotla är det mycket tätbefolkat, med 1 632 invånare per kvadratkilometer. Närmaste större samhälle är Puebla de Zaragoza, 14,5 km söder om Papalotla. I omgivningarna runt Papalotla växer huvudsakligen savannskog.